# Charade (Superflyの曲)
「Charade」（シャレード）は、Superflyのデジタル・ダウンロード・シングル。ユニバーサルシグマからリリースされた。

## 概要
2023年11月5日にデジタル・ダウンロードでリリースされた「Ashes」から約9ヶ月ぶりのシングル。
前作に続きドラマ主題歌のタイアップが付き、今作は2024年7月13日からスタートした日本テレビ系 土ドラ10『マル秘の密子さん』の主題歌として書き下ろされた。なお、同ドラマで主演を務める福原遥が出演するドラマの主題歌をSuperflyが担当するのは、2008年の「愛をこめて花束を」以来約16年ぶりであり、福原本人も主題歌担当発表時のコメントでこれについて触れている。
タイトルの"Charade"は、英語で「身振り手振りで言葉あてをする遊び」を意味するが、本楽曲では語源とされるフランス語での意味「言動を通じて他人を欺こうとする行為や虚偽のふりをすること」を採用しているとされる。
ドラマ放送開始前のインタビューで越智は楽曲について、福原がドラマで演じる主人公・本宮密子のキャラクターに触れたうえで、「“トータルコーディネーター”という役柄の魅力だけではなく、ドキッとする場面なども伝わってきたのでそんな二面性、多面性を持った楽曲が良いなとイメージしながら作りました」とコメントしている。
楽曲リリース日は『マル秘の密子さん』第5話の放送日、配信開始時刻は同ドラマの終了6分後の時間にあたる。

## ミュージック・ビデオ
楽曲のリリースと同時に、YouTubeのSuperfly公式チャンネルにて、ショートバージョンのリリックビデオが公開。
ミュージックビデオは2024年8月22日22時に、YouTubeの同チャンネル上で公開された。映像は終始モノクロであり、暗い空間の中で越智志帆がひとりピアノの弾き語りをする周りに、シルエットで光る複数のダンサーが登場する。光源が絶え間なく歌に合わせて動くような世界観の中で、人柄という“側”を取り除いたダンスという感情の表現によりフォーカスしていることで、楽曲に込められた「着飾る、見栄を張るといった行為のその奥にある本当の自分とは何なのか」というメッセージを表現しているとされる。
なお、越智のピアノの弾き語りシーンが含まれるミュージックビデオは「My Best Of My Life」以来となるが、終始ピアノの弾き語りを主軸とした内容のものは今作が初となる。
日本テレビの公式YouTubeチャンネルでは、ドラマの第8話放送と同日の2024年9月14日にドラマの映像と合わせたスペシャルMVが公開された。

## 収録曲

### iTunes、レコチョク等
1. Charade

作詞・作曲：越智志帆、編曲：宮田“レフティ”リョウ
- 日本テレビ系土ドラ10『マル秘の密子さん』主題歌。
- 楽曲リリース後に公開されたインタビューでは、同ドラマの『あなたが変われば世界が変わる』というキーワードと『アンビバレンス』というテーマのもと、「Superflyが今まで作ったことのないようなおしゃれな雰囲気」で楽曲のリクエストを受けたとしたうえで、「Superflyってパブリックイメージとしてパワフルな印象があると思うので、別の方面に冒険したくてもなかなかできず、これまで無意識で止めていたものもあったと思います。でも最近は自分の中から勝手に出てきたものに逆らわないようにしたいなと思っているので、それを皆さんが客観的に見てくださって「今なら行けるんじゃないか」と後押ししてくださったことがうれしいですね」と、制作時の心境を語っている。

## プロモーション・関連イベント

### 楽曲リリース前
楽曲のリリースが発表された2024年8月8日より、各音楽配信サイトのPre-Add / Pre-Saveの受付が開始。同日には歌詞検索サービス「歌ネット」にて、楽曲の歌詞も公開された。

### 楽曲リリース後
楽曲のリリースと同時に、ユニバーサルミュージックジャパン公式サイト上にて、本楽曲に関するオフィシャルインタビューが公開された（当該ページへのリンクは後述参照）。
2024年9月6日には、日本テレビ系情報番組『ZIP!』内コーナー「SHOWBIZ」にて、越智志帆と福原遥のスペシャル対談がオンエア。のちにBillboard JAPAN公式サイト上に、テレビではカットされたパートも含めた対談の全容が公開された。